# Andreas Winckler

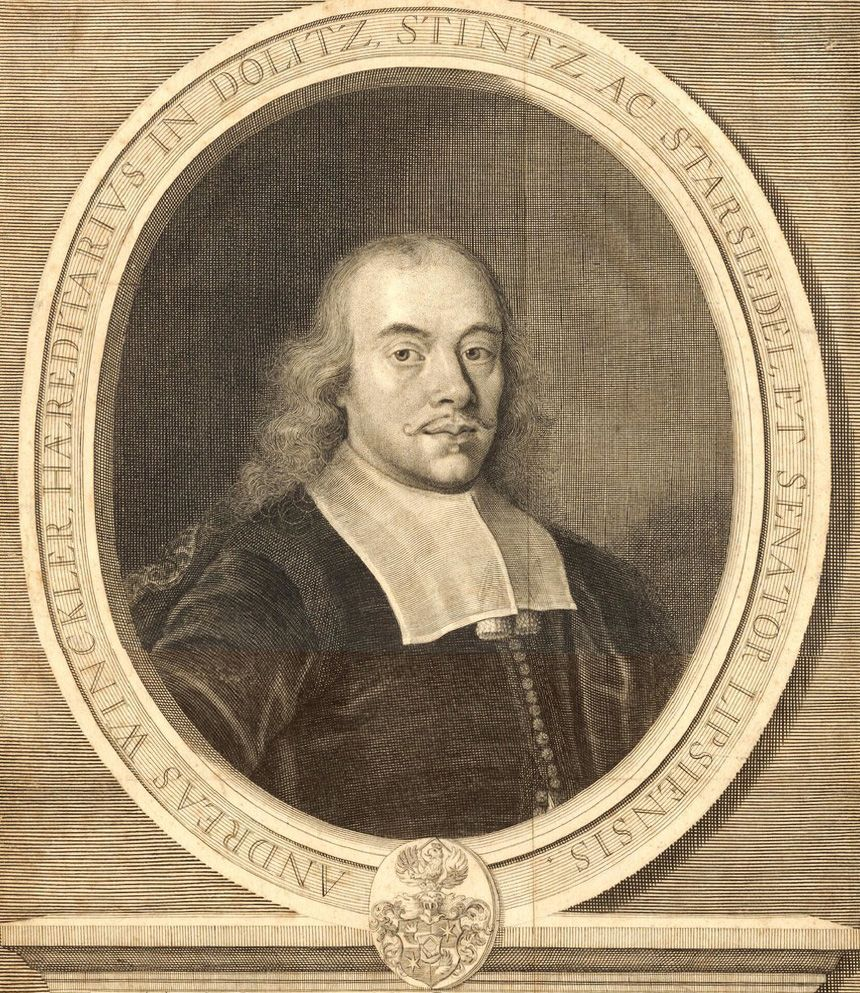
Andreas Winckler
(um 1670)

Andreas Winckler, seit 1650 von Dölitz (* 29. Oktober 1623 in Leipzig; † 25. Mai 1675) war ein Leipziger Kaufmann und Ratsherr.

## Leben

Torhaus des Rittergutes Dölitz, erbaut unter Andreas Winckler

Er war neben Benedict (1621–1688), Heinrich (1628–1704) und Paul ein Sohn des Leipziger Kaufmanns Georg Winckler, der für sich und seine Familie im Jahre 1636 das südlich von Leipzig gelegene Rittergut Dölitz mit einem Renaissance-Schloss von dem durch Schäden im Dreißigjährigen Krieg in Verschuldung geratenen Christoph von Crostewitz für 28.000 Gulden erworben hatte. Sein Vater Georg Winckler wurde am 25. November 1650 durch den Namenszusatz von Dölitz gemeinsam mit Andreas’ Brüdern aufgrund geleisteter Kriegsdienste von Kaiser Ferdinand III. in Wien in den Reichsadelsstand erhoben. Sie erhielten das Privilegium Denominandi, dessen Anwendung in der Folge durch Andreas Winckler, der das väterliche Rittergut Dölitz übernommen hatte, fortgesetzt werden konnte. Er nannte sich jedoch in der Regel nicht Andreas Winckler von Dölitz, sondern blieb bei der Kurzbezeichnung.
Nach dem Tod des Vaters übernahm er das Rittergut Dölitz, dessen Torhaus er neu errichtete. Es ist bis heute erhalten geblieben. Daneben verfügte er auch im Dorf Starsiedel über einige Lehngüter.

## Familie
Andreas Winckler überlebten die drei Söhne Georg Winckler (1650–1712), Andreas Winckler (1653–1678) und Paul Winckler (1659–1710). Diese einigten sich unmittelbar nach dem Tod des Vaters 1675 über die Aufteilung des väterlichen Erbes.